# Adonia

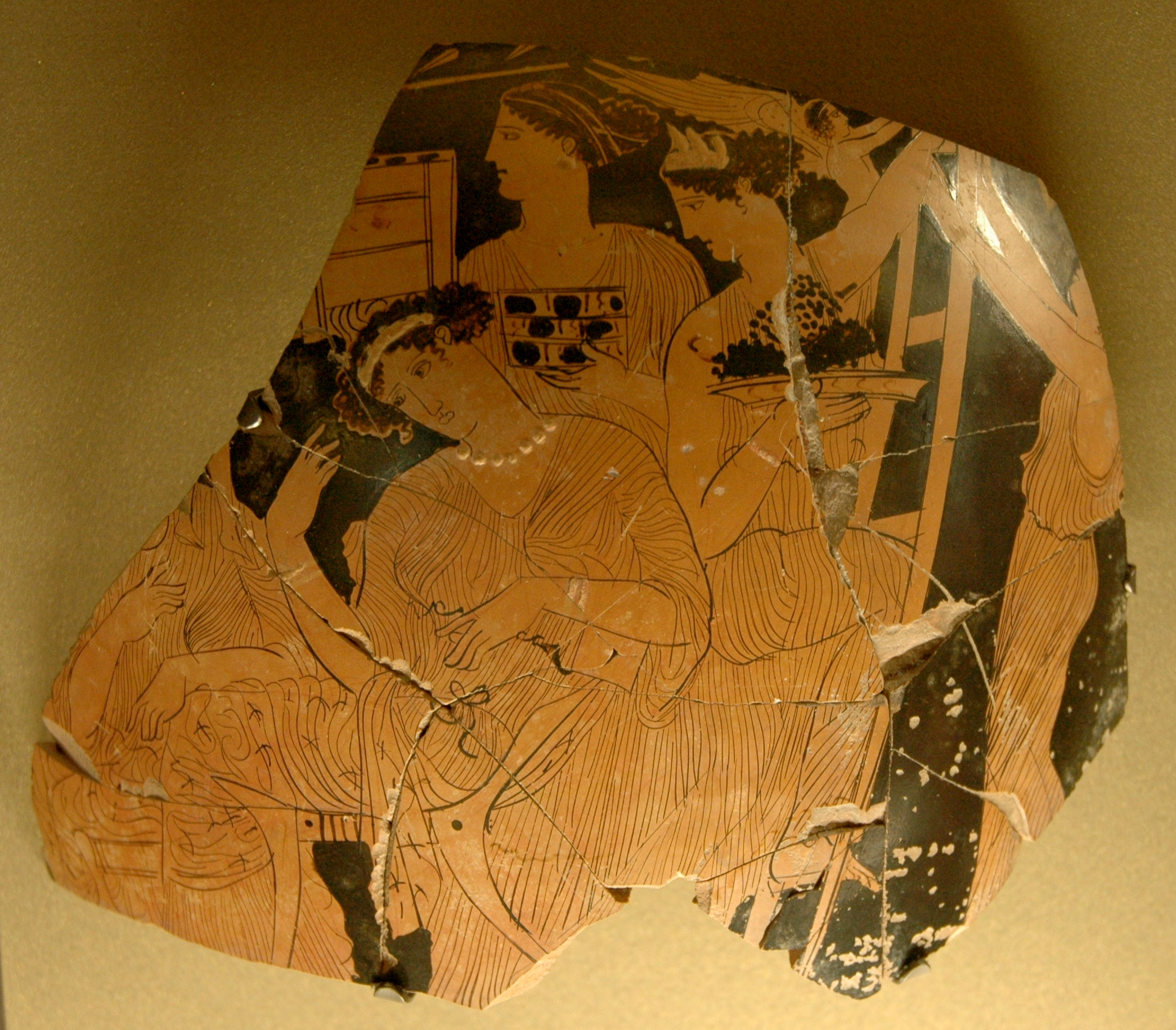
Celebrando la Adonia: fragmento de una vasija nupcial ática de figuras rojas, c. 430–420 a. C.

Las Adonias (en griego antiguo Ἀδώνια) eran fiestas antiguas instituidas en honor de Afrodita y Adonis, y guardadas con gran solemnidad entre los griegos, egipcios y otras culturas helenizadas.

## Descripción
Duraban dos días y eran celebradas exclusivamente por mujeres. El primer día llevaban por las calles estatuas de Adonis dispuestas como cadáveres, realizando todos los ritos propios de los funerales, golpeándose y gritando lamentos, en imitación de los lloros de Afrodita por la muerte de su amado. El acontecimiento era de luto comunitario para las mujeres atenienses, siendo la lamentación un papel especialmente femenino, que había sido rigurosamente restringido en los ritos funerarios del siglo V, que enfatizaban el elogio y marginalizaban el lamento femenino. El segundo día se dedicaba a juegos y banquetes, porque se permitía a Adonis regresar a la vida y pasar medio año con Afrodita. Según Juan Meursio estos dos rituales formaban dos fiestas distintas, que se celebraban en diferentes épocas del año, una seis meses después de la otra, pues se suponía que Adonis pasaba medio año con Perséfone y el otro medio con Afrodita.
Se ha discutido la fecha de la fiesta veraniega primitiva de la Adonia: estaba atada al ciclo de la luna nueva, en el noveno día del mes de hecatombeón. Esta fiesta era la única celebración de Adonis en Atenas: no había templos en su honor ni tenía un lugar en los cultos oficiales de la polis. En la cultura pública masculinista de Atenas, al menos cinco poetas cómicos escribieron obras tituladas Adonis: Nicofonte, Platón, Araros, Antífanes y Falisco. La visión oficial de la Adonia está reflejada en un fragmento de Cratino: «El hombre, que no dio un coro a Sófocles cuando se le pidió, sino al hijo de Cleómaco, a quien no creo digno de producir para mí, ni siquiera para la Adonia.»
«La ubicación en los tejados de la Adonia no era un lugar propio de actividades religiosas en Grecia, pero era usado para tales propósitos en Oriente Próximo, y esta característica de la fiesta se conservó en Atenas», observa Ronda R. Simms en su análisis de la Adonia.
Durante la fiesta, grupos de mujeres ad hoc —según Platón, quien desaprobaba el cultus esencialmente no griego y femenino, especialmente libertinas, prostitutas y amantes— separadas de los hombres, se reunían en los tejados, gimiendo, bebiendo y cantando: «Celebramos la Adonia y lloramos a Adonis», según un fragmento de un poeta cómico ateniense de finales del siglo V, Ferécrates. Un testimonio antiguo sobre la Adonia en Lesbos aparece en unas líneas fragmentarias de Safo: «el delicado Adonis agoniza, Citera; ¿qué debemos hacer? Golpearos vuestros pechos, doncellas, y desgarráos las ropas.»
John Winkler halla imposible concebir que las mujeres de Atenas, libres y esclavas, festejasen su propia marginalidad de esta manera, y encuentra en la Adonia una irónica representación de la efímera naturaleza sexual de Adonis, y de los hombres en general.

## Historia
Las evidencias literarias de algún culto a Adonis fuera de Atenas es escasa. No sabemos cuándo se guardó la Adonia por vez primera en Atenas: se ha sugerido una fecha de mediados del siglo V sobre la base de las vasijas pintadas. Comentarios casuales en la Lisístrata de Aristófanes (líneas 387–396) y en otros lugares muestran que la Adonia era un elemento familiar, aunque disruptivo, de la vida ateniense en los años 420 a. C.
Más tarde, un idilio de Teócrito escrito sobre el 270 a. C. ilustra una Adonia más pública y estatal en Alejandría, celebrada en el palacio.

## Jardines de Adonis
Durante la Adonia las mujeres plantaban jardines de Adonis en canastas y tiestos planos, formados por trigo, cebada, lechuga, hinojo y otras plantas de germinación rápida, que dejaban en los tejados de las casas. Las imágenes en vasijas griegas muestran a las mujeres llevando estos pequeños jardines escaleras arriba hasta los tejados. Cuidadas por las mujeres, que las regaban a diario, las plantas crecían velozmente, pero también morían rápidamente debido a sus raíces poco profundas. Al final del octavo día los jardines se arrojaban al mar o a un río, quizá a veces junto con una imagen del fallecido Adonis —según el Nicias de Plutarco—, si bien no se ha descubierto en el Ática ninguna estatua votiva identificable con Adonis.
James Frazer creía que los jardines de Adonis proporcionaban una magia simpática que fomentaba la fertilidad, el crecimiento y la muerte vegetal de Adonis, como una deidad de vida, muerte y resurrección, forma en la que era honrado en el Levante (véase «Adonis»). Pero Marcel Detienne, el autor de Los jardines de Adonis, un análisis estructuralista de la costumbre, tiene una opinión diferente. Detienne señaló que las plantas de un jardín de Adonis se secaban rápidamente al calor del sol. Los griegos tienen un proverbio —«más estéril que un jardín de Adonis»— y también usan la expresión para referirse a algo superficial, inmaduro o ligero. En su Fedro Platón contrasta al sensato granjero, que plantaría sus semillas cuando fuese adecuado y se contentaría con esperar ocho meses a que madurasen, y no plantaría hierbas durante ocho días de verano en un jardín de Adonis. Uno es un acto serio, y el otro un juego; uno madurará y el otro, según Platón, es estrictamente «en aras del deporte y la fiesta». Según un escolio sobre este pasaje, en griego la expresión «jardín de Adonis» pasó a aludir a cualquier cosa fuera de temporada y de vida breve. Por esto Adonis, el infructuoso seductor de diosas, era la antítesis de la útil agricultura y la unión del matrimonio. Los jardines de Adonis eran sin embargo considerados un tema adecuado para las vasijas nupciales (esta fiesta sigue activa, se celebra el 21 de enero).